# Qaḑā' Zayy
Qaḑā' Zayy är en kommun i Jordanien.   Den ligger i guvernementet Balqa, i den norra delen av landet, 24 km nordväst om huvudstaden Amman.